# Pharmacie en ligne
Les pharmacies en ligne ou pharmacies du web sont des pharmacies qui exercent sur Internet et expédient les commandes aux patients. On observe plusieurs catégories de pharmacies en ligne, parmi lesquelles :
- pharmacie en ligne légale dans le pays duquel la personne passe commande ;
- pharmacie en ligne légale dans un pays différent de celui duquel la personne passe commande. En général, cette pharmacie est enregistrée dans son pays d'origine et suit la réglementation locale ;
- pharmacie en ligne illégale ou non éthique. Le site web d'une telle pharmacie contient souvent des propos mensongers sur le pays d'origine, les procédures de délivrance de médicaments, ou encore les certifications. Une « pharmacie » illégale est susceptible d'expédier des traitements contrefaits, inefficaces ou ayant expiré, et de manière générale ne suit pas les procédures de sécurité en vigueur.

## Risques et inquiétudes
Les pharmacies en ligne illégales ou non éthiques expédient généralement des traitements contrefaits, inefficaces ou expirés.
Dans certains cas, une pharmacie en ligne peut être située dans un pays différent de celui dont elle prétend être issue. Par exemple, une étude sur des expéditions de médicaments soi-disant originaires du Canada a révélé que nombre d'entre eux étaient de mauvaise qualité et provenaient en réalité de plusieurs autres pays.
Les pharmacies en ligne rendent parfois possible la commande de traitements médicaux par des mineurs sans autorisation parentale et peuvent donc présenter un risque pour les enfants.
Certaines pharmacies de mauvaise qualité présentent des problèmes de confidentialité, des emballages impropres au transport, l'impossibilité de vérifier les éventuelles contre-indications et d'autres problèmes.

## Débat
Certains patients considèrent qu'il est plus pratique et moins coûteux de commander un traitement en ligne plutôt que d'aller voir son médecin et son pharmacien local, de la même manière qu'il peut paraître plus pratique de commander des produits en ligne plutôt que de se rendre dans un magasin.
De nombreuses pharmacies en ligne ne vendent leurs médicaments que sur ordonnance, mais certaines n'exigent pas d'ordonnance pour expédier leurs traitements. Dans certains pays, c'est dû à l'absence d'obligation légale à ce niveau. Ainsi, certains clients commandent en ligne des médicaments qui ne leur auraient pas été prescrits par leurs propres docteurs.
Derrière beaucoup de sites légitimes, il y a un ou plusieurs docteurs qui évaluent la demande de prescription et rédigent une ordonnance en fonction. Toutefois, certains sites proposent des traitements sans ordonnance ni évaluation médicale par un médecin assermenté ; cette pratique est considérée dangereuse et critiquée par certains, notamment par ceux qui pensent que seuls les docteurs peuvent évaluer de manière satisfaisante le rapport bénéfices/risques, les contre-indications et l'adéquation du traitement à l'état de santé du patient. Les pharmacies qui proposent des traitements sans exiger de prescription et sans pratiquer d'évaluation médicale ni de suivi médical sont parfois frauduleuses.

## Clients internationaux
Les clients internationaux achètent parfois des médicaments depuis des pharmacies en ligne situées dans d'autres pays. Dans certains cas, ils doivent alors remplir un formulaire médical au moment de leur commande, afin qu'un médecin rédige une ordonnance officielle. De nombreux traitements vendus sur Internet sont produits par des laboratoires reconnus comme Pfizer, Wyeth, Roche, ou des fabricants de génériques comme Cipla et Ranbaxy (Inde) ou Teva Pharmaceutical Industries (Israël).

## Achat de médicaments en ligne au Royaume-Uni
Au Royaume-Uni, plus de 2 millions de personnes commandent leurs médicaments sur Internet de manière régulière. Afin de réduire la fraude, la RPSGB a introduit en 2008 un logo en forme de croix verte qui permet d'identifier les pharmacies en ligne légalement enregistrées (depuis 2010, la gestion de ce logo est du ressort du GPhC).
Plusieurs pharmacies européennes ont des accords de réciprocité qui les autorisent à pratiquer au Royaume-Uni à condition d'être enregistrées au GPhC.
Au Royaume-Uni, les pharmacies en ligne s'allient généralement avec des médecins pour former des cliniques en ligne ; les médecins y font des consultations en ligne et rédigent des ordonnances. L'entreprise qui emploie les médecins doit alors être enregistrée à la Care Quality Commission. Les cliniques en ligne ne font qu'un nombre limité de prescriptions et n'ont pas vocation à remplacer les médecins de terrain. Il existe plusieurs méthodes pour mener une consultation en ligne : 
- questionnaire médical sous la forme d'un formulaire de demande de traitement à remplir
- vidéo-conférence durant lequel vous rencontrez virtuellement un médecin de la clinique en ligne

Une fois la consultation en ligne effectuée, le médecin agréée par la clinique vous délivre une ordonnance et contacte la pharmacie partenaire qui sera chargée de préparer les médicaments et transmettre la commande au patient. Les clients paient typiquement en une seule fois le prix de la consultation, de la rédaction d'une ordonnance, du traitement et de l'expédition.

## Achat de médicaments en ligne en France
Le 19 décembre 2012, la ministre de la Santé Marisol Touraine présente une ordonnance autorisant la vente sur Internet de médicaments sans ordonnance sur le territoire français sous certaines conditions.
L'Ordre national des pharmaciens réagit rapidement le 20 décembre 2012 par la voix de sa présidente Isabelle Adenot et réclame un cadre légal strict afin d'éviter toute dérive. L'Ordre en appelle même à une mobilisation générale de tous les acteurs de la chaîne du médicament dans l'attente d'un texte de loi.
Le décret faisant suite à l'ordonnance a été publié au JO le 01/01/2013 et permet maintenant aux pharmaciens exclusivement la vente en ligne de médicaments non soumis à ordonnance. 
Le décret a été précisé par un arrêté publié le 20 juin 2013. Celui-ci donne les conditions de délivrance des médicaments en ligne.
En France, des pharmacies permettent déjà la vente en ligne de médicaments par des pharmaciens.
Cette activité est en forte progression. Un étudiant en pharmacie a essayé dès l'apparition de tester ce mode de commercialisation.  Il a pu se procurer dix boites de somnifères sur le site d'une pharmacie. Ce n'est plus théoriquement possible depuis, des contrôles de quantité ont été mis en place. 
Le prix du médicament sans ordonnance étant libre, cette recrudescence de site a fait apparaître aussi des comparateurs de prix qui ne référencent que les pharmacies françaises possédant une officine.

## Achat de médicaments en ligne en Belgique
Les pharmacies en ligne belges sont soumises par les autorités de la santé à un code déontologique strict. En effet, elles sont réglementées par un arrêté royal et sont surveillées par l’Ordre des pharmaciens (Belgique) ainsi que par l’Agence Fédérale du Médicament et des Produits de Santé (AFMPS).   
Depuis février 2009, l’arrêté royal autorise les pharmacies en ligne à vendre des médicaments non soumis à prescription médicale ainsi que des dispositifs médicaux. Cependant, seuls les professionnels exerçant dans une pharmacie réglementée et ouverte au public peuvent vendre sur internet. Les médicaments doivent être vendus et envoyés par cette officine ouverte au public. De plus, tout site internet créé par un pharmacien doit être déclaré auprès de l’AFMPS et de l’Ordre des Pharmaciens dans le mois qui suit sa mise en ligne.  
Malgré une restriction déontologique assez stricte, le nombre de pharmacies en ligne ne cesse de croître. Le marché représentait en 2012, 26,5 millions d’euros en Belgique soit l’équivalent approximatif du chiffre d’affaires en termes d’OTC et de parapharmacies de 100 officines de taille moyenne. Cette croissance est d’ailleurs loin d’être terminée. Par exemple, Newpharma, lancé en 2008 et leader sur le marché, détient 45 % du marché et a connu une croissance de 72 % en 2012. On peut donc constater une croissance importante du marché de l’e-pharmacie grâce au développement global de l’e-commerce et à l’évolution des mentalités. Secteur d’avenir, l’e-pharmacie n’est donc qu’aux prémices de sa croissance en Belgique même si le marché semble se professionnaliser et de plus en plus verrouillé à une dizaine d'acteurs (Pharmonet, Pharmaexpress, Pharmaclic, Pharmachezvous, Selfpharma, etc. ) rendant l'accès à l'aventure e-commerce de plus en plus complexe pour un pharmacien qui souhaiterait diversifier son activité d'officine.

## Consommateurs pakistanais
En 2015, la loi sur l'Autorité de réglementation des médicaments du Pakistan a été adoptée pour l'enregistrement des produits allopathiques[Quoi ?], mais également homéopathiques, à base de plantes et unani. Selon la législation en vigueur, seules les pharmacies de détail enregistrées peuvent vendre au public des médicaments sur ordonnance ou en vente libre.
La vente des médicaments au Pakistan est soumise au Drugs Acts 1976.